# Phathutshedzo Nange
Phathutshedzo Nange (Makhado, 11 de diciembre de 1991) es un futbolista sudafricano que juega en la demarcación de centrocampista para el Marumo Gallants FC de la Liga Premier de Sudáfrica.

## Selección nacional
Hizo su debut con la selección de fútbol de Sudáfrica el 9 de junio de 2022 en un encuentro de clasificación para la Copa Africana de Naciones de 2023 contra Marruecos que finalizó con un resultado de 2-1 a favor del combinado marroquí tras los goles de Youssef En-Nesyri y Ayoub El Kaabi para Marruecos, y de Lyle Foster para Sudáfrica.

## Clubes
| Club                 | País      | Año       | Partidos | Goles |
| -------------------- | --------- | --------- | -------- | ----- |
| Black Leopards FC    | Sudáfrica | 2014-2019 | 106      | 17    |
| Bidvest Wits FC      | Sudáfrica | 2019-2020 | 30       | 3     |
| Stellenbosch FC      | Sudáfrica | 2020-2021 | 24       | 5     |
| Kaizer Chiefs FC     | Sudáfrica | 2021-2023 | 32       | 2     |
| SuperSport United FC | Sudáfrica | 2023-2024 | 16       | 0     |
| Marumo Gallants FC   | Sudáfrica | 2024-     | 13       | 1     |